# برايان هانون
برايان هانون (بالإنجليزية: Brian Hannon)‏ هو قسيس بريطاني، ولد في 5 أكتوبر 1936.